# Liste des partis politiques en république démocratique du Congo
 (juin 2023).
Il y a plus de 910 partis politiques en République démocratique du Congo évoluant pour la plupart dans la capitale, Kinshasa. En mars 2006, 278 partis politiques sont officiellement enregistrés auprès du ministre de l’Intérieur.

## Partis ou associations politiques en République democratique du Congo
Liste des partis politiques autorisés à fonctionneren 2023  :
| Nom                                                                                           | Acronyme          |
| --------------------------------------------------------------------------------------------- | ----------------- |
| Action républicaine pour le progrès                                                           | ARP               |
| Avises                                                                                        | A                 |
| Action démocrate nationale                                                                    | ADENA             |
| Alliance pour l'amour du Congo                                                                | A2C               |
| Alliance des triples                                                                          | A3                |
| Agissons 7                                                                                    | A7                |
| Aujourd'hui Avançons Assurons, l'Avenir Agissons sur l'Amont et sur l'Aval                    | AAAAAAA (7A)      |
| Acteurs Acquis pour l'amélioration du vécu des congolais                                      | AAAVC             |
| Alliance africaine de bâtisseurs                                                              | AABa              |
| Action des activistes bâtisseurs chrétiens                                                    | AABAC             |
| Action pour la dignité du Congo et de son peuple                                              | ADCP              |
| Alliance pour les actions citoyennes                                                          | AAC               |
| Alliance d'actions concrète pour la bonne gouvernance                                         | AACBG             |
| Action pour l'Amélioration de la Condition des Masses                                         | AACMP             |
| Alliance pour les Actions de Développement du Congo                                           | AADC              |
| Alliance Active pour la Démocratie et la Renaissance du Congo                                 | AADR              |
| Actions des Alliés pour le Développement Social                                               | AADS              |
| Alliance des Activités Fédéralistes pour le Développement                                     | AAFD              |
| Alliance ders acteurs pour le Changement                                                      | AACh              |
| Agissons et Batissons                                                                         | AB                |
| Alliance africaine pour la solidarité et la démocratie                                        | ASOD              |
| Alliance bloc 50                                                                              | AB50              |
| Alliance congolaise des démocrates chrétiens                                                  | ACDC              |
| Alliance des acteurs attachés du peuple                                                       | AAAP              |
| Alliance des bâtisseurs du Kongo                                                              | ABAKO             |
| Avenir du Congo                                                                               | ACO               |
| Alliance des compatriotes pour le salut public                                                | ACSP              |
| Alliance des démocrates congolais                                                             | ADECO             |
| Alliance des démocrates libéraux radicaux                                                     | ADEL/RADICALE     |
| Alliance des Démocrates pour une Nouvelle République                                          | ADN               |
| Alliance des écologistes congolais – Les Verts                                                | AECO - Les Verts  |
| Alliance des Forces Démocratiques du Congo                                                    | AFDC              |
| Alliance des fédéralistes démocrates du Congo                                                 | AFDCO             |
| Alliance pour l'humanisme et la démocratie                                                    | AHUDE             |
| Alliance des libéraux progressistes                                                           | ALIPO             |
| Alliance des nationalistes congolais                                                          | ANC               |
| Alliance des patriotes lumumbistes                                                            | APL               |
| Alliance des paysans et écologistes                                                           | APE               |
| Alliance des paysans et indépendants                                                          | API               |
| Alliance des sages pour le développement                                                      | ASD               |
| Alliance nationale des démocrates pour la reconstruction                                      | ANADER            |
| Ensemble National des Valeureux Oeuvrant pour la Liberté                                      | ENVOL             |
| Alliance nationale pour la République                                                         | ANR               |
| Alliance pour la démocratie africaine                                                         | ADA               |
| Alliance des paysans et ouvriers de la classe moyenne pour un développement durable           | APOCM             |
| Alliance pour le renouveau du Congo                                                           | ARC               |
| Alliance républicaine libérale                                                                | AREL              |
| Assemblement des démocrates intégrés                                                          | ADI               |
| Bloc uni pour la renaissance et l’émergence du Congo                                          | BUREC             |
| Camp de la patrie                                                                             | Camp de la patrie |
| Centre démocratique pour le progrès                                                           | CDP               |
| Centre des sociaux démocrates                                                                 | CSD               |
| Chrétiens démocrates (RDC)                                                                    | CD                |
| Coalition Citoyenne pour le Congo                                                             | CCC               |
| Coalition des démocrates congolais                                                            | CODECO            |
| Coalition politique des chrétiens                                                             | CPC               |
| Confédération des peuples redoutables en action                                               | CPRA              |
| Congolais unis pour le changement                                                             | CUC               |
| Congrès africain des démocrates                                                               | CAD               |
| Congrès des Démocrates pour le Progrès Social (http://cdps-rdc.com/)                          | CDPS              |
| Congrès libéral                                                                               | CL                |
| Congrès Lokole                                                                                | COLO              |
| Congrès national congolais                                                                    | CNC               |
| Congrès national pour la défense du peuple                                                    | CNDP              |
| Conscience et volonté du peuple                                                               | CVP               |
| Convention chrétienne pour la démocratie                                                      | CCD               |
| Convention démocrate pour le développement                                                    | CDD               |
| Convention démocratique du peuple                                                             | CODEP             |
| Convention des alliances communautaires africaines                                            | COACA             |
| Convention des démocrates chrétiens                                                           | CDC               |
| Convention des Congolais unis                                                                 | CCU               |
| Convention des institutions démocratiques et sociales                                         | CIDES             |
| Convention du peuple pour le progrès et la démocratie                                         | CPPD              |
| Convention nationale d'action politique                                                       | CNAP              |
| Convention nationale des démocrates pour un ordre nouveau                                     | CONDOR            |
| Convention nationale pour la République et le progrès                                         | CNRP              |
| Convention pour la démocratie et la République                                                | CDR               |
| Convention pour la renaissance et le progrès                                                  | CRP               |
| Convention pour la République et la démocratie                                                | CRD               |
| Convention pour la République, les institutions et le développement                           | CRID              |
| Debout chrétiens et croyants                                                                  | DCC               |
| Debout l'Afrique                                                                              | DAF               |
| Démocratie chrétienne                                                                         | DC                |
| Démocratie chrétienne fédéraliste/Nyamwisi                                                    | DCFM              |
| Démocratie, Progrès, Renouveau                                                                | DPR               |
| Démocratie progressiste pour le renouveau                                                     | DPRe              |
| Démocratie républicaine pour le développement national                                        | DRDN              |
| Démocratie chrétienne fédéraliste – Convention des fédéralistes pour la démocratie chrétienne | DFC-COFEDEC       |
| Droite plurielle/RDC                                                                          | DP/RDC            |
| Dynamique Congo Uni                                                                           | DCU               |
| Dynamique des patriotes militants                                                             | DPM               |
| Dynamique pour le développement national                                                      | DDN               |
| Dynamique progressiste révolutionnaire                                                        | DYPRO             |
| Engagement pour la Citoyenneté et le Développement                                            | ECiDé             |
| Ensemble changeons le Congo                                                                   | ECCO              |
| Ensemble pour la république                                                                   | Ensemble          |
| Entente socialistes, verts et allies                                                          | ESVA              |
| Forces de relève congolaise                                                                   | FOR ou FRC        |
| Force des Patriotes                                                                           | FP                |
| Forces du futur                                                                               | FF                |
| Forces du renouveau                                                                           |                   |
| Forces novatrices pour l'union et la solidarité                                               | FONUS             |
| Forces politiques nouvelles                                                                   | FPN               |
| Forces populaires pour la démocratie au Congo                                                 | FPDC              |
| Forum des chrétiens pour la reconstruction nationale                                          | FORENAC           |
| Forum national pour la démocratie                                                             | FND               |
| Front commun des nationalistes/Me Kamanda                                                     | FCN/Me Kamanda    |
| Front commun des nationalistes/Mme Tumba                                                      | FCN/Mme Tumba     |
| Front de libération nationale du Congo                                                        | FLNC              |
| Front démocratique pour le progrès                                                            | FDP               |
| Front des démocrates congolais                                                                | FRODECO           |
| Front des nationalistes intégrationnistes                                                     | FNI               |
| Front des patriotes congolais, parti du travail                                               | FDP-PT            |
| Front des sociaux démocrates pour le développement                                            | FSDD              |
| Front national congolais                                                                      | FNC               |
| Front national pour la démocratie et la concorde                                              | FNDC              |
| Front national pour le renouveau                                                              | FINIR             |
| Front patriotique pour le renouveau et le progrès                                             | FP                |
| Front pour l'intégration sociale                                                              | FIS               |
| Front populaire du salut                                                                      | FPS               |
| Front républicain                                                                             | FR                |
| Front social des indépendants républicains                                                    | FSIR              |
| Gardien de la Nation pendant l'Oppression                                                     | GNPO              |
| Générations républicaines                                                                     | GR                |
| Initiative pour le Rêve Congolais, Nouvelle Génération (IRC Nouvelle Génération)              | IRC               |
| Leadership et Gouvernance pour le Développement                                               | LGD               |
| Ligue des démocrates chrétiens                                                                | LDC               |
| Ligue pour la Qualité de la Vie                                                               | LV                |
| Mobilisation du Peuple pour le Triomphe de la Démocratie                                      | MPTDE             |
| Mouvement Bleu                                                                                | MB                |
| Mouvement Elikya - Réseau Elikya                                                              | ME - RE           |
| Mouvement chrétien congolais                                                                  | MCC               |
| Mouvement Congolais pour la Renaissance                                                       | MCR               |
| Mouvement d'Action pour la Résurrection du Congo, Parti du Travail et de la Fraternité        | MARC-PTF          |
| Mouvement d'Autodéfense pour l'intégrité et le Maintien de l'Autorité Indépendante            | MAI-MAI           |
| Mouvement de Libération du 17 Mai                                                             | ML17              |
| Mouvement de Libération du 17 Mai/Kikukama                                                    | ML17/Kikukama     |
| Mouvement de Libération du 17 Mai/Luanghy                                                     | ML17/Luanghy      |
| Mouvement de libération du Congo                                                              | MLC               |
| Mouvement Démocrate Chrétien                                                                  | MDC               |
| Mouvement Démocratique pour la Promotion Estudiantine et Enseignante                          | MDPEE             |
| Mouvement d'engagement national                                                               | MEN               |
| Mouvement des démocrates                                                                      | MD                |
| Mouvement des Nationalistes du Cartel des Progressistes Indépendants                          | MNCPI             |
| Mouvement de Solidarité pour le Développement                                                 | MSD               |
| Mouvement des Patriotes Congolais                                                             | MPC               |
| Mouvement des Patriotes pour la Démocratie                                                    | MPD               |
| Mouvement des Volontaires pour le Développement                                               | MVD               |
| Mouvement du 17 Mai                                                                           | M17               |
| Mouvement du Peuple Congolais pour la République                                              | MPCR              |
| Mouvement du Peuple pour le Progrès Social                                                    | MPPS              |
| Mouvement indépendant pour le renouveau                                                       | MIRE              |
| Mouvement lumumbiste                                                                          | MLP               |
| Mouvement Maï-Maï                                                                             | MMM               |
| Mouvement national congolais-Lumumba                                                          | MNCL              |
| Mouvement national congolais-Kalonji                                                          | MNCK              |
| Mouvement nationaliste démocrate                                                              | MND               |
| Mouvement National pour le Progrès Social                                                     | MNPS              |
| Mouvement populaire africain                                                                  | MPA               |
| Mouvement populaire de la Révolution                                                          | MPR               |
| Mouvement Populaire de la Révolution 'Fait Privé'                                             | MPR Fait Privé    |
| Mouvement pour la Défense de la Démocratie et la Souveraineté du Peuple                       | MDDSP             |
| Mouvement pour la démocratie et le développement                                              | MDD               |
| Mouvement pour la libération des consciences                                                  | MLCO              |
| Mouvement pour la Nouvelle République                                                         | MNR               |
| Mouvement Social pour le Renouveau                                                            | MSR               |
| Mouvement Solidarité pour la Démocratie et le Développement                                   | MSDD              |
| Mouverment de Solidarité pour le Progrès Social                                               | MSPS              |
| Nouvelle Génération Consciente                                                                | NOGECO            |
| Nouveau Parti Patriotique du Peuple Congolais                                                 | NPPPC             |
| Organisation Autonome du Peuple pour le Renouveau                                             | ODAPR             |
| Organisation Politique des Kasavubistes et Alliés                                             | OPEKA             |
| Parti chrétien pour la solidarité africaine                                                   | PCSA              |
| Parti chrétien républicain                                                                    | PCR               |
| Parti chrétien des démocrates libéraux                                                        | PCDL              |
| Parti congolais pour la bonne gouvernance                                                     | PCBG              |
| Parti Congolais Uni                                                                           | PCU               |
| Parti Congolais pour l'Alliance Nationale                                                     | PCAN              |
| Parti Congolais pour le Bien-être du Peuple                                                   | PCB               |
| Parti Congolais pour le Progrès                                                               | PCP               |
| Parti de l'Alliance Nationale pour l'Unité                                                    | PANU              |
| Parti de la Protection d'Allah et son Prophète Mohamed Roi Souverain des Hommes               | PAPRA HORODE      |
| Parti de la Révolution du Peuple                                                              | PRP               |
| Parti de l'Unité Nationale                                                                    | PUNA              |
| Parti démocrate-chrétien                                                                      | PDC               |
| Parti Démocrate des Jeunes Chrétiens au Congo                                                 | PDJCC             |
| Parti Démocrate et Social Chrétien                                                            | PDSC              |
| Parti Démocrates Libéral                                                                      | PADEL             |
| Parti Démocrate Travailliste Africain                                                         | PDTA              |
| Parti Démocratique au Congo                                                                   | PD                |
| Parti Démocratique Congolais                                                                  | PDC               |
| Parti Démocrate Chrétien                                                                      | PDC               |
| Parti démocratique de réarmement moral                                                        | PDRM              |
| Parti démocratique et du développement en Afrique                                             | PDDA              |
| Parti démocratique et social                                                                  | PADES             |
| Parti Démocratique et Socialiste Congolais                                                    | PDSCO             |
| Parti Démocratique Fédéraliste                                                                | PDF               |
| Parti Démocratique pour le Développement Communautaire                                        | PADDECOM          |
| Parti Démocratique Socialiste                                                                 | PDS               |
| Parti de Rassemblement des Démocrates pour le Développement Intégral                          | PARADDI           |
| Parti de Rassemblement pour la République                                                     | PRPR              |
| Parti des Conservateurs Congolais                                                             | PCC               |
| Parti des Démocrates pour la Rénovation de la République                                      | PADER             |
| Parti National pour la Nouvelle Energie du Congo                                              | PNEC              |
| Parti des Nationalistes Fédéralistes                                                          | PNF               |
| Parti des Nationalistes pour le Développement Intégral                                        | PANADI            |
| Parti des Prolétaires Congolais                                                               | PPC               |
| Parti des Sociaux Démocrates                                                                  | PSD               |
| Parti des travailleurs                                                                        | PDT               |
| Parti des Vertus Républicaines                                                                | PVR               |
| Parti du peuple                                                                               | PDP               |
| Parti du Peuple pour la Reconstruction et la Démocratie                                       | PPRD              |
| Parti du Peuple pour le Progrès du Congo                                                      | PPPC              |
| Parti du Renouveau                                                                            | PAR               |
| Parti Libéral Congolais                                                                       | PLC               |
| Parti Libéral Démocrate Chrétien                                                              | PLDC              |
| Parti Libéral pour le Développement                                                           | PLD               |
| Parti lumumbiste unifié                                                                       | PALU              |
| Parti National du Peuple                                                                      | PANAP             |
| Parti National pour la Démocratie et le Développement                                         | PND               |
| Parti National pour la Réforme                                                                | PNR               |
| Parti pour la Démocrate et la Liberté Totale                                                  | PDLT              |
| Parti pour la Liberté et le Progrès                                                           | PLP               |
| Parti pour la Liberté, la Démocratie et le Progrès                                            | PLDP              |
| Parti pour l'Amour du Prochain et de la Patrie                                                | PAPP              |
| Parti pour la Relance du Développement du Congo                                               | PRDC              |
| Parti pour la Renaissance du Congo                                                            | RECO              |
| Parti pour le développement rural                                                             | PDR               |
| Parti pour l'Unité et la Sauvegarde de l'Intégrité du Congo                                   | PUSIC             |
| Parti progressiste modéré                                                                     | PPM               |
| Parti Progressistepour l'Intégration de la Jeunesse Montante                                  | PuM               |
| Parti Réformateur pour le Congo                                                               | PRPC              |
| Parti socialiste                                                                              | PS                |
| Parti socialiste africain                                                                     | PSA               |
| Parti socialiste congolais                                                                    | PSC               |
| Parti socialiste progressiste                                                                 | PSP               |
| Parti Social Libéral                                                                          | PSL               |
| Parti Travailliste Libéral                                                                    | PTL               |
| Patriotes Kabilistes                                                                          | PK                |
| Patriotes Résistants Maï-Maï                                                                  | PRM               |
| Rassemblement national populaire                                                              | RNP               |
| Rassemblement pour le développement intégral et fédéral                                       | RADIF             |
| Rassemblement congolais pour la démocratie                                                    | RCD               |
| Rassemblement Congolais pour la Démocratie Kisangani-Mouvement de Libération                  | RCDIK-ML          |
| Rassemblement Démocratique pour la République                                                 | RDR               |
| Rassemblement Démocratique pour le Salut de la République                                     | RDSR              |
| Rassemblement des chrétiens démocrates pour le progrès                                        | RCDP              |
| Rassemblement des chrétiens pour le Congo                                                     | RCPC              |
| Rassemblement des chrétiens républicains                                                      | RCR               |
| Rassemblement des Congolais démocrates et nationalistes                                       | RCDN              |
| Rassemblement des Démocrates Chrétiens                                                        | RDC               |
| Rassemblement des démocrates conciliants                                                      | RADECO            |
| Rassemblement des démocrates fédéralistes                                                     | RADEF             |
| Rassemblement des démocrates libéraux                                                         | RDL               |
| Rassemblement des démocrates pour la République                                               | RDPR              |
| Rassemblement des Démocrates pour la Rupture et le Renouveau                                  | RADER             |
| Rassemblement des écologistes congolais, les verts                                            | REC-LES VERTS     |
| Rassemblement des forces sociales et fédéralistes                                             | RSF               |
| Rassemblement des patriotes pour la refondation du Congo                                      | RPRC              |
| Rassemblement des Peuples pour leur Promotion                                                 | RPP               |
| Rassemblement du peuple congolais                                                             | RPC               |
| Rassemblement du peuple pour la démocratie et le développement                                | RPD               |
| Rassemblement du Peuple pour la Démocratie et le Renouveau                                    | RPDR              |
| Rassemblement pour la Démocratie et le Progrès Intégral                                       | RADEPI            |
| Rassemblement pour le développement économique et social                                      | RADESO            |
| Rassemblement pour une nouvelle société                                                       | RNS               |
| Rassemblement des indépendants                                                                | RI                |
| Regroupement des écologistes du Congo démocratique                                            | RECOD             |
| Renaissance Plate-forme électorale                                                            | RP                |
| Renouveau pour le Développement et la Démocratie                                              | R2D               |
| Réveil Chrétien                                                                               | RC                |
| Solidarité Démocratique                                                                       |                   |
| Solidarité Congolaise pour la Démocratie                                                      | SCODE             |
| Solidarité pour la Démocratie et le Progrès                                                   | SODEPRO           |
| Solidarité pour le Développement National                                                     | SODENA            |
| Solidarité des Forces Politiques Démocratique                                                 | SFPD              |
| Tous pour le développement du Congo                                                           | TDC               |
| Union Chrétienne pour la Libération des Opprimés                                              | UCLO              |
| Union des démocrates-chrétiens libéraux                                                       | UDCL              |
| Union Chrétienne pour le Renouveau et la Justice                                              | UCRJ              |
| Union Congolaise pour la Liberté                                                              | UCL               |
| Union Congolaise pour le Changement                                                           | UCC               |
| Union démocratique africaine                                                                  | UDA               |
| Union démocratique des jeunes nationalistes                                                   | UDJN              |
| Union Démocratique du Peuple Libre                                                            | UDPL              |
| Union démocratique travailliste                                                               | UDT               |
| Union des chrétiens républicains                                                              | UCR               |
| Union des Combattants pour le Bien-être Social                                                | UCOBES            |
| Union des démocrates chrétiens                                                                | UDC               |
| Union des Démocrates et Sociaux Chrétiens                                                     | UDSC              |
| Union des Démocrates Libéraux                                                                 | UDL               |
| Union des Démocrates pour la Reconstruction et le Développement                               | UDRD              |
| Union des Démocrates Socialistes                                                              | UDS               |
| Union des Démocrates et Humanistes Chrétiens                                                  | UDHC              |
| Union des démocrates mobutistes                                                               | UDEMO             |
| Union des Écologistes pour la Démocratie et le Développement                                  | UED-VERCO         |
| Union des fédéralistes et des républicains indépendants                                       | UFERI             |
| Union des forces du changement                                                                | UFC               |
| Union des Forces du Progrès                                                                   | UFP               |
| Union des Forces Populaires du Congo                                                          | UFPC              |
| Union des Libéraux Acquis au Changement                                                       | UNILAC            |
| Union des Libéraux Démocrates Chrétiens                                                       | ULDC              |
| Union des Libéraux pour la Démocratie                                                         | ULD               |
| Union des Nationalistes Fédéralistes du Congo                                                 | UNFC              |
| Union des patriotes congolais                                                                 | UPC               |
| Union des Patriotes Démocrates Chrétiens                                                      | UPDC              |
| Union des Patriotes Nationalistes Congolais                                                   | UPNAC             |
| Union des patriotes républicains                                                              | UPR               |
| Union des Républicains Chrétiens                                                              | URC               |
| Union des Républicains et Libéraux                                                            | URL               |
| Union du Peuple Congolais                                                                     | UPCO              |
| Union du Peuple pour la Paix et l'Agape                                                       | UPPA              |
| Union du Peuple pour la République et le Développement Intégral                               | UPRDI             |
| Union du Peuple pour le Développement                                                         | UPD               |
| Union Fraternelle pour le Travail et le Progrès                                               | UFTP              |
| Union nationale des démocrates chrétiens                                                      | UNADEC            |
| Union nationale des démocrates fédéralistes                                                   | UNADEF            |
| Union nationale des fédéralistes du Congo                                                     | UNAFEC            |
| Union nationale des nationalistes                                                             | UNANA             |
| Union nationale pour les intérêts des chômeurs                                                | UNADIC            |
| Union Nationale Progressiste de la Jeunesse                                                   | UNPJ              |
| Union pour la Cohabitation des Peuples                                                        | UCP               |
| Union pour la défense de la République                                                        | UDR               |
| Union pour la Démocratie et la Renaissance du Congo                                           | UDRC              |
| Union pour la Démocratie et le Progrès Social                                                 | UDPS / Kibassa    |
| Union pour la Démocratie et le Progrès Social                                                 | UDPS / Tshibala   |
| Union pour la Démocratie et le Progrès Social                                                 | UDPS / Moukendy   |
| Union pour la Démocratie et le Progrès Social                                                 | UDPS /Tshisekedi  |
| Union pour la Liberté et le Bien-être                                                         | ULBS              |
| Union pour la Majorité Républicaine                                                           | UMR               |
| Union pour la nation congolaise                                                               | UNC               |
| Union pour la Nouvelle Démocratie Chrétienne                                                  | UNDC              |
| Union pour la Reconstruction du Congo                                                         | UREC              |
| Union pour la Renaissance du Peuple Congolais                                                 | URPC              |
| Union pour la République                                                                      | UNIR              |
| Union pour la République-Mouvement National                                                   | UNIR-M.N          |
| Union pour le Changement et le Développement Intégral                                         | UDECI             |
| Union pour le Renouveau Républicain                                                           | URR               |
| Union pour un Mouvement Populaire (RDC)                                                       | UMP               |
| Union socialiste congolaise                                                                   | USC               |
| Union socialiste libérale                                                                     | USL               |
| Parti des démocrates révolutionnaires Congolais                                               | PDRC              |
| Union socialiste pour le développement intégral                                               | USDI              |
| Union des démocrates chrétiens fédéralistes                                                   | UDECF             |

- Ligue des démocrates congolais
- Congolais unis pour le progrès
- Voix indépendante du peuple (VIP)

## Anciens partis ou associations politiques
- Alliance des forces démocratiques pour la libération du Congo (AFDL)
- Association des Baluba du Katanga (BALUBAKAT)
- Association des Bakongo (ABAKO)
- Association du personnel indigène de la colonie (APIC)
- Centre de regroupement africain (CEREA)
- Confédération des associations tribales du Katanga (CONAKAT)
- Convention nationale congolaise (CONACO)
- Fédération des empires Lundas (FEL)
- Liboke lya Bangala (LIB)
- Mouvement pour le progrès national congolais (MPNC)
- Parti solidaire africaine (PSA)
- Parti national du progrès (PNP)
- Vision pour un nouveau Congo (VNC)
- Union des Mongo (UNIMO)
- Union démocratique africaine (UDA)
- Union Dua Aruwimi Itimbiri (UNIDA)

### Anciens regroupements
- Forces politiques du conclave (FPC)
- Forces du renouveau (FR)
- Front uni d'opposition non-armée (FRUONAR)
- Union sacrée de l’opposition radicale (USOR)
- Regroupement de l’opposition modérée (ROM)
- Alliance pour la majorité présidentielle (AMP)